# اندونزی در بازی‌های آسیایی ۱۹۷۴
اندونزی در بازی‌های آسیایی ۱۹۷۴ در تهران، ایران که از ۱ تا ۱۶ سپتامبر ۱۹۷۴ برگزار شد، شرکت کرد. این کشور با ۱۵ مدال طلا، ۱۴ مدال نقره و ۱۷ مدال برنز (در مجموع ۴۶ مدال) در جایگاه پنجم قرار گرفت.